# Ringsteifigkeit
Ringsteifigkeit ist ein Maß für die Verformung von Rohren unter radialer Druckbelastung.
Die Nenn-Ringsteifigkeit wird nach DIN EN ISO 9969 ermittelt, indem ein Rohr seitlich belastet wird, bis es sich um 3 % bzgl. seines Durchmessers verformt.
Geprüfte Rohre werden einer Ringsteifigkeitsklasse zugewiesen, die mit „SN“ (für engl. Stiffness Number) und einem Zahlenwert bezeichnet wird. Die vorgegebene Normkategorie SN 2 ist erfüllt, wenn die gemessene Belastbarkeit größer oder gleich 2 kN/m² (≈ 0,02 bar) war – entsprechend für SN 4, SN 8 und SN 16.
Demgegenüber beschreibt DIN 16961 Teil 2 die Ermittlung der Ringsteifigkeit SR24 und die Zuordnung zu den Profilrohr-Reihen 0 bis 7.